# NGC 7673
NGC 7673 este o interacting galaxies⁠(d) situată în constelația Pegas. A fost descoperită în 5 septembrie 1864 de către Albert Marth. Se află la o distanță de 50 de megaparseci de Pământ.